# Jämjö församling
Jämjö församling är en församling i Jämjö pastorat i Blekinge kontrakt, Lunds stift och Karlskrona kommun. 

## Administrativ historik
Församlingen har medeltida ursprung. 
Före 1962 utgjorde Jämjö församling och Ramdala församling tillsammans ett pastorat. Från 1962 till 2002 bildade Jämjö församling ett eget pastorat. 2002 bildades en kyrklig samfällighet av församlingarna i Jämjö, Ramdala, Sturkö, Kristanopel och Torhamn. Samfälligheten bildar Jämjö pastorat med pastorsexpedition i Jämjö.

## Series Pastorum
| Ämbetstid | Namn            | Levnadstid | Övrigt |
| --------- | --------------- | ---------- | ------ |
| 1962-1971 | Erik Hallengren | 1906-1995  |        |
| 1971-1975 | Harry Sjögren   |            |        |
| 1975-1987 | Henry Andersson | 1932-2013  |        |
| 1988-1991 | Morgan Sörqvist | 1948-      |        |
| 1991-2011 | Tommy Bivefors  | 1945-      |        |

## Kyrkobyggnader
- Jämjö kyrka
- Jämjö kyrksal